# Ati (Stadt)
Ati (arabisch أتي) ist eine Stadt im Tschad mit 25.000 Einwohnern.
Sie liegt in der Mitte des Landes und ist Hauptstadt der Provinz Batha sowie des Départements Batha Ouest.
Eine Straße verbindet Ati mit der 447 km westlich entfernten Landeshauptstadt N’Djamena. Die Stadt liegt am Wadi Bahr el Batha.